# Geraldine Weiss
Geraldine Weiss (16 de marzo de 1926 - 25 de abril de 2022) fue una editora, asesora de inversiones, inversora y escritora estadounidense. Fue cofundadora de la revista Investment Quality Trends y recibió el apodo de «La gran dama de los dividendos» y «La detective de los dividendos» por su estilo de inversión, por entonces poco ortodoxo, de centrarse en los dividendos de una empresa en lugar de sus ganancias.
Como coautora de Los dividendos no mienten y La conexión de dividendos, Weiss popularizó la teoría del uso de la rentabilidad por dividendo como medida de valoración, al indicar que existe una fuerte correlación entre la capacidad de una empresa para pagar dichos dividendos a lo largo del tiempo y el rendimiento de dicha empresa en el mercado de valores. Weiss es considerada una de las mujeres inversionistas más exitosas en una profesión tradicionalmente dominada por hombres.

## Biografía

### Educación e inspiración temprana
Weiss nació en San Francisco el 16 de marzo de 1926, hija de Sylvia, ama de casa, y Alvin Schmulowitz, agente inmobiliario. Asistió y se graduó en la Universidad de California, Berkeley, en 1945 con una licenciatura en Negocios y Finanzas. El interés temprano de Weiss por la inversión y las finanzas surge de la lista de verificación de 10 puntos de Benjamin Graham y sus libros Security Analysis y The Intelligent Investor .

### Investment Quality Trends (1966–2002)
En 1962, Weiss comenzó a invertir e intentó encontrar trabajo como corredor de bolsa o analista. Sin embargo, las empresas rechazaron su solicitud porque no creían que una mujer pudiera tener éxito en este campo. En 1966, a la edad de 40 años, Weiss colaboró con su agente de bolsa Fred Whitmore y juntos fundaron Investment Quality Trends (IQT), una revista de inversión que se centra exclusivamente en las acciones de empresas de primer orden que pagan dividendos, a las que denomina blue chip.
Para Weiss el término "blue chip" describe a las empresas que cumplen con ciertos criterios de importancia, no necesariamente relacionado con su tamaño,  dentro de un índice o nivel de dividendos. Esta es una forma diferente a la idea tradicional que se tiene de una blue chip como de grandes empresas.
La creación de Investment Quality Trends marcó a Weiss como la primera mujer en iniciar un servicio de asesoría en inversiones. Geraldine Weiss se dio cuenta de que los artículos firmados por su socio recibían respuestas, mientras que los suyos no. Para sortear estos prejuicios comenzó a firmar sus boletines utilizando únicamente su inicial, G. Weiss, para enmascarar su género.
Confiada en que podría hacer que Investment Quality Trends tuviera éxito, Weiss compró a Whitmore su parte y administró la empresa ella sola. El boletín obtuvo un éxito significativo y creó un séquito de fieles lectores a los que generó ganancias a partir de sus consejos. En 1977 Weiss apareció en un popular programa de entrevistas de televisión y reveló su condición de mujer. Aunque esto fue una sorpresa para sus lectores de Investment Quality Trends, los suscriptores "ganaban tanto dinero que realmente no les importaba".
Weiss obtuvo una gran popularidad a lo largo de los años, ganándose el apodo de "La gran dama de los dividendos". El trabajo realizado por Weiss ha sido divulgado en reconocidas publicaciones financieras como Los Angeles Times, Fortune, Barron's y The Wall Street Journal.

### Retiro de Investment Quality Trends (2003–2022)
Después de 36 años de realizar análisis y escribir para Investment Quality Trends, Weiss delegó las funciones editoriales en Kelley Wright. Sin embargo, Weiss permaneció involucrada con la estrategia comercial general.
Geraldine Weiss murió el 25 de abril de 2022, a la edad de 96 años, en La Jolla (San Diego).

## Publicaciones
Weiss es coautora de Los dividendos no mienten: encontrar valor en acciones de primera clase (1988) y La conexión de dividendos: cómo los dividendos crean valor en el mercado de valores (1995), libros de referencia en la planificación de inversión mediante una estrategia de compra de acciones concentrada en empresas que devuelven al accionista dividendos crecientes a lo largo de los años, conocida como estrategia DGI (Dividend Growth Investing).

### Los dividendos no mienten: encontrar valor en acciones de primera clase(1988)
Los dividendos no mienten: encontrar valor en acciones de primera clase fue escrito por Geraldine Weiss y Janet Lowe y publicado en 1988. El libro presenta una metodología de inversión enfocada en el valor, utilizando la teoría del rendimiento de dividendos para generar rendimientos estables en el mercado de valores. En lugar de prestar atención a los cambios de precios, productos de la compañía, estrategias de marketing y otros factores, los autores Weiss y Lowe se concentran en los patrones de rendimiento de dividendos como herramienta para evaluar una acción. El libro es considerado como la referencia en inversión en valor basada en dividendos.
Una continuación titulada Los dividendos todavía no mienten: la verdad sobre invertir en acciones de primera clase y ganar en el mercado de valores fue publicada por Kelley Wright, editor gerente de Investment Quality Trends, en 2010.

### La conexión de dividendos: cómo los dividendos crean valor en el mercado de valores(1995)
La conexión de dividendos: cómo los dividendos crean valor en el mercado de valores sería escrito por Geraldine Weiss y Gregory Weiss y publicado en 1995. El objetivo del libro es proporcionar a los inversores la seguridad para tomar decisiones en el mercado de valores sin dudas ni incertidumbres.

## La estrategia de inversión de Weiss
La metodología de inversión de Weiss se enfoca en el análisis del rendimiento de los dividendos para determinar el valor de una acción: un rendimiento de dividendos alto y consistente indicaría una acción infravalorada, mientras que un rendimiento bajo y constante indicaría una acción sobrevalorada. El método Weiss tiene siete criterios para filtrar acciones:
1. Si la rentabilidad por dividendo está por debajo de su promedio histórico.
2. Si la empresa ha incrementado sus dividendos a una tasa compuesta anual del 10% o más en los últimos 12 años.
3. Si el precio de la acción es dos veces o menos del valor contable de la empresa.
4. Si la relación entre el precio de la acción y las ganancias (ratio precio-beneficio o PER) es de 20 a 1 o menos.
5. Si el porcentaje de los beneficios que se distribuyen en forma de dividendos (ratio de política de dividendo o payout) es del 50% o menos.
6. Si la deuda de la compañía es el 50% o menos del valor total de la capitalización de mercado.
7. Si a su vez cumple con los seis criterios de empresas de primera clase (blue chips):[9][18]
  1. Se ha pagado un dividendo al menos cinco veces en los últimos doce años.
  2. Recibe una calificación "A" o superior de la agencia de calificación de riesgo Standard & Poor's.
  3. Cuenta con una capitalización de al menos 5 millones de acciones en circulación.
  4. Tiene una presencia significativa de inversionistas institucionales con una participación en las acciones.
  5. Ha pagado dividendos continuamente durante al menos 25 años.
  6. Ha registrado un crecimiento en las ganancias al menos siete veces en los últimos doce años.

Cuando una acción cumple con los siete criterios de Weiss, esta clasifica la acción como "Comprar".
Una vez seleccionadas las empresas el siguiente paso es determinar el momento adecuado para entrar y salir del mercado. Geraldine Weiss lo hizo de una forma sencilla pero efectiva. Descubrió que el precio de las acciones fluctúa dentro de un rango determinado por las rentabilidades históricas máximas y mínimas de los dividendos, conocido como canal de dividendo (Yield Channel) o canal de Weiss. Cuando el precio se encuentra cerca del máximo histórico de rendimiento de dividendos, significa que la acción está infravalorada y es un momento propicio para comprar. Por otro lado, si el precio se encuentra cerca del mínimo histórico de rendimiento de dividendos, la acción está sobrevalorada y es el momento adecuado para venderla.